# Kjell Bloch Sandved
Kjell Bloch Sandved (* 20. Oktober 1922 in Strandebarm, Norwegen; † 20. Dezember 2015 in Washington, D.C.) war ein norwegisch-amerikanischer Fotograf und Sachbuchautor. Sein bekanntestes Werk ist das Butterfly Alphabet (Schmetterlingsalphabet), in dem Fotografien der Muster auf Schmetterlingsflügeln alle sechsundzwanzig Buchstaben des lateinischen Alphabets sowie die arabischen Ziffern von 0 bis 9 darstellen.

## Leben und Werk
Sandved emigrierte 1960 aus Norwegen in die Vereinigten Staaten und arbeitete von da an für das National Museum of Natural History der Smithsonian Institution in Washington D.C. Seine fotografischen Exkursionen führten ihn nach Brasilien, wo er sogar einen Fleckenfalter mit der Zahl 80 fand, in den Kongo, nach Papua-Neuguinea und auf die Philippinen. 1975 stellte er sein fertiges Alphabet im Smithsonian Magazine der Öffentlichkeit vor. Nach dem „Schmetterlingsalphabet“ hat er die Fotografien für eine Reihe weiterer Naturbücher angefertigt, darunter Bücher über Insekten, Blätter, aber auch Musik. Mehrere seiner Werke sind auch auf Deutsch erschienen.